# Distrito de Mahajanga I
Mahajanga I es un distrito de la región de Boeny, en la isla de Madagascar, con una población estimada en julio de 2014 de 226 611 habitantes.
Se encuentra ubicado al noroeste de la isla, cerca del parque nacional de la Bahía de Baly y del parque nacional de Ankarafantsika.